# Damn Strait
«Damn Strait» (с англ. — «Чёртов Стрейт») — песня американского кантри-певца Скотти Маккрири, вышедшая 18 октября 2021 года в качестве второго сингла с его пятого студийного альбома Same Truck (2021). Песня была написана Джимом Коллинзом и Трентом Томлинсоном, а спродюсирована Фрэнком Роджерсом, Аароном Эшуисом и Дереком Уэллсом.

## История
«Damn Strait» — это дань уважения кантри-певцу Джорджу Стрейту. МакКрири рассказал изданию Everything Nash историю создания песни: «Я писал песни направо и налево, мы ставили песни, но для меня, когда я услышал песню „Damn Strait“, я сразу поднял руку и сказал: „Я, я, я“. Это такая классная песня. Она так умно написана. И очевидно, что я большой поклонник Джорджа Стрейта. Это просто звучало так похоже на меня». Говоря о Стрейте, МакКрири сказал в пресс-релизе: «Я вырос как большой поклонник Джорджа Стрейта, и когда я услышал эту песню, я поднял руку, чтобы сказать: „Я хочу эту“. У каждого поклонника кантри есть своя история о Джордже Стрейте, и у каждого есть воспоминания, связанные с любимыми песнями».

## Композиция
Аарон Райан из Whiskey Riff описал песню как «душераздирающую, рассказывающую историю неудачных отношений — отношений, которые, как и многие в 80-х и 90-х годах, были наполнены мелодиями Джорджа Стрейта в качестве саундтрека жизни». В песне рассказывается о том каким её герой был фанатом песен Джорджа Стрейта, под его музыку у него была любовь, но она ушла и теперь он поёт: «Проклятый Стрейт, я любил твои песни. Но теперь каждый раз, когда включается эта. Моё сердце разрывается пополам. Но хочу ли я вернуть её? Проклятый Стрэйт, Чёртов Стрейт, „Nobody In His Right Mind Would’ve Left Her“. Это была её любимая песня»… В 1986 году упоминаемая в треке песня «Nobody In His Right Mind Would’ve Left Her» («Никто в здравом уме не бросил бы её») была хитом № 1 Стрейта.
Лорен Буаверт из Outsider написала, что это «картина закончившихся отношений и шрамов, которые музыка может оставить на вас, когда вы ассоциируете её с определённым временем или человеком в вашей жизни», цитируя песни Джорджа Стрейта «Nobody in His Right Mind Would’ve Left Her» (1986), «Marina del Rey» (1982), «Blue Clear Sky» (1996), «Give It Away» (2006), «I Hate Everything» (2004) и «Baby Blue» (1988).

## Отзывы
Билли Дьюкс из Taste of Country назвал заголовок «умным», а исполнение МакКрири «тёплым и личным», написав, что «поворот фразы „Damn Strait“ […] выводит эту песню на новый уровень».

## Музыкальное видео

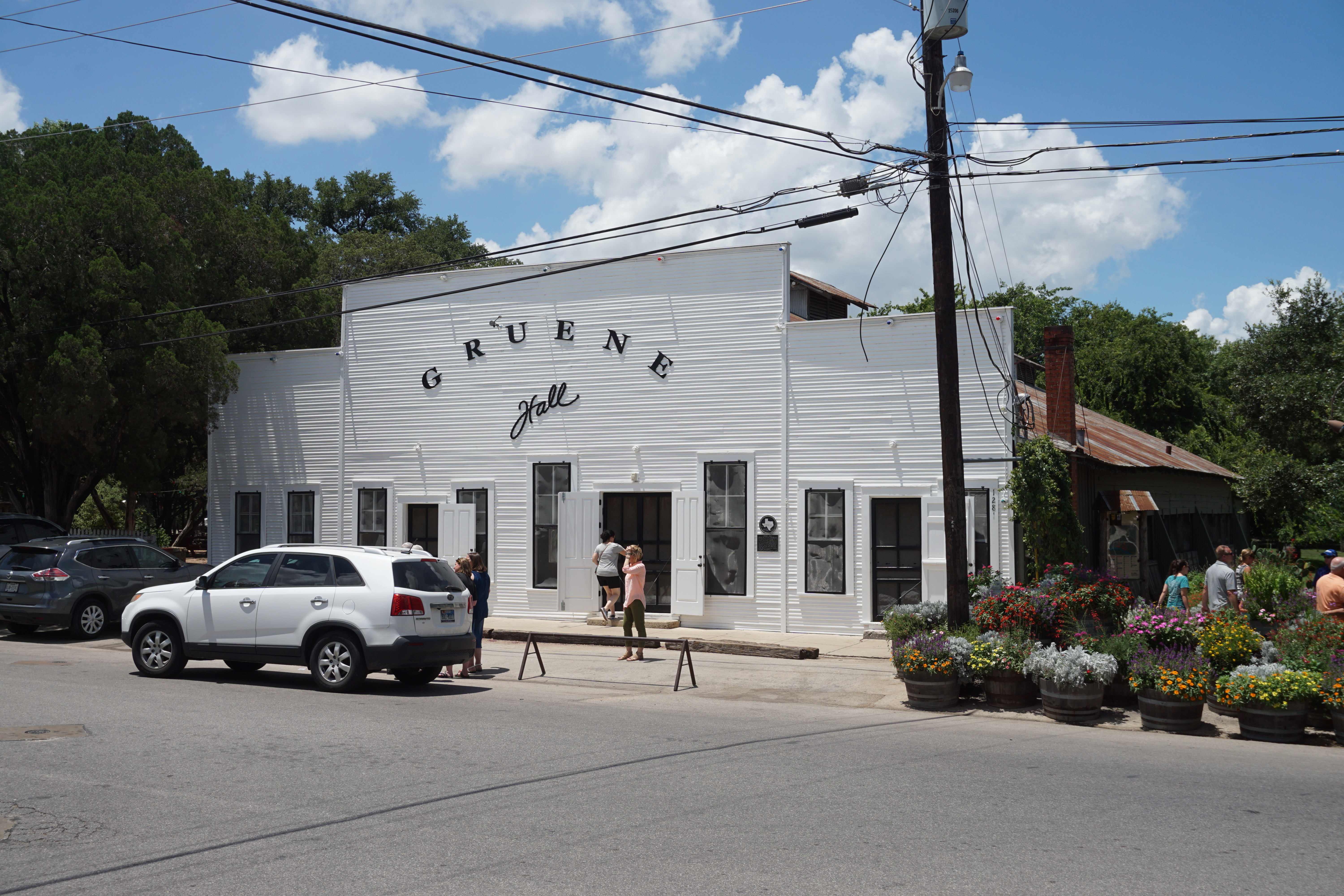
Здание Gruene Hall (1876), место записи музыкального видео

Премьера музыкального видео состоялась 8 февраля 2022 года. Клип был снят режиссером Джеффом Рэем в историческом здании Gruene Hall (1876) в Нью-Браунфелсе, штат Техас, где часто выступал Джордж Стрейт (и многие другие звёзды кантри) в начале своей карьеры до подписания контракта на запись.

## Концертные исполнения
19 октября 2021 года Макрири исполнил песню на шоу Келли Кларксон The Kelly Clarkson Show.

## Чарты
| Чарт (2021—2022)                    | Высшая позиция |
| ----------------------------------- | -------------- |
| Канада (Billboard Canadian Hot 100) | 58             |
| Канада (Billboard Country)          | 2              |
| США (Billboard Hot 100)             | 38             |
| США (Billboard Country Airplay)     | 1              |
| США (Billboard Hot Country Songs)   | 6              |

## История релиза
| Регион | Дата             | Формат                     | Лейбл         | Ссылка |
| ------ | ---------------- | -------------------------- | ------------- | ------ |
| Мир    | 17 сентября 2021 | Digital download streaming | Triple Tigers | [ 15 ] |
| США    | 18 октября 2021  | Country radio              | Triple Tigers | [ 16 ] |